# Предраг Ђајић
Предраг Ђајић (Сарајево, 1. мај 1922 – Варшава, 13. мај 1979) био је српски и југословенски фудбалер.

## Биографија
Један је од заслужних оснивача београдске Црвене звезде, леви халф и лева полутка овога клуба, у чијем је дресу освојио пет националних трофеја: државно првенство 1951. и 1953. године и Фудбалски куп Југославије трипут узастопно - 1948. 1949, 1950.
Као средњошколац играо је леву полутку у сарајевском СК Славија, а од 1940. носио је дрес београдског СК Југославија, кад је први пут играо у репрезентацији: био је лева полутка омладинске селекције која је 23. марта 1941. победила Мађарску (3:1) у Београду.
У дресу Црвене звезде одиграо је укупно 439 утакмица (од тога 153 првенствених) и постигао 59 голова.
Уз 23 утакмице (и три гола) за селекцију Београда, одиграо је две утакмице за „Б“ тим (1940. и 1948) и 17 утакмица за најбољу репрезентацију Југославије. Дебитовао је 30. октобра 1949. против Француске (1:1) у Паризу, а последњу утакмицу одиграо је 16. јануара 1953. против Египта (3:1) у Каиру. Учествовао је на Светском првенству 1950. у Бразилу.
Као дипломирани економиста радио је у спољној трговини, а 1979. у 57. години подлегао је срчаном удару док се налазио на служби у Варшави.